# Belleau (Meurthe-et-Moselle)
Pour les articles homonymes, voir Belleau.
Belleau est une commune française située dans le département de Meurthe-et-Moselle en région Grand Est.

## Géographie
Belleau est situé au bord de la rivière La Natagne et au fond d'une vallée appelée Val-Sainte-Marie, à 9 km de Nomeny, chef-lieu du canton.

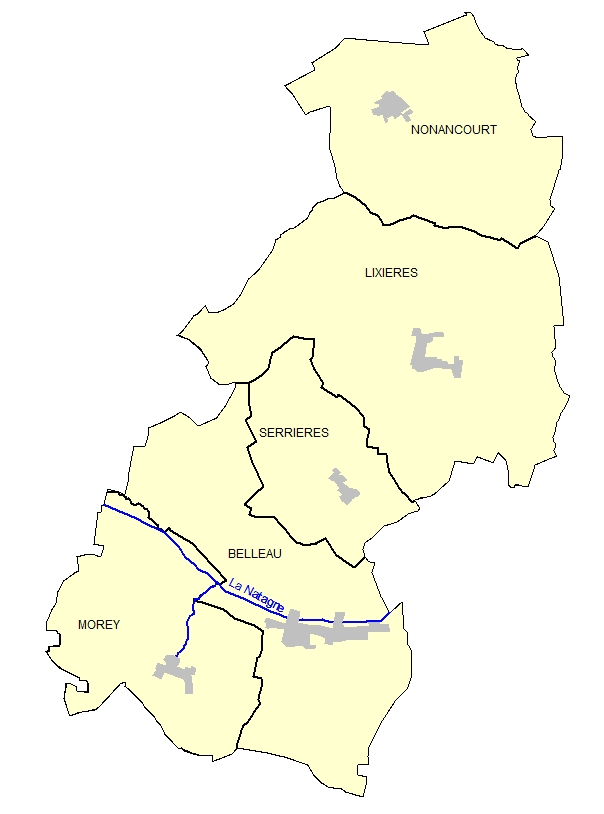
La commune de Belleau après fusion des communes de Belleau, Morey, Lixières, Serrières et Nonencourt le 10 février 1971.

| Clémery                 |         | Nomeny          |
| Landremont Ville-au-Val | Belleau | Jeandelaincourt |
| Millery                 | Faulx   | Sivry           |

### Lieux-dits et écarts
- Manoncourt-sur-Seille, Lixières, Serrières, Morey et Mange Seille.

### Hydrographie
La commune est dans le bassin versant du Rhin au sein du bassin Rhin-Meuse. Elle est drainée par le ruisseau de Greve, le ruisseau de l'Étang de Manoncourt-Sur-Seille, le ruisseau des Pessieres et le ruisseau la Natagne,.

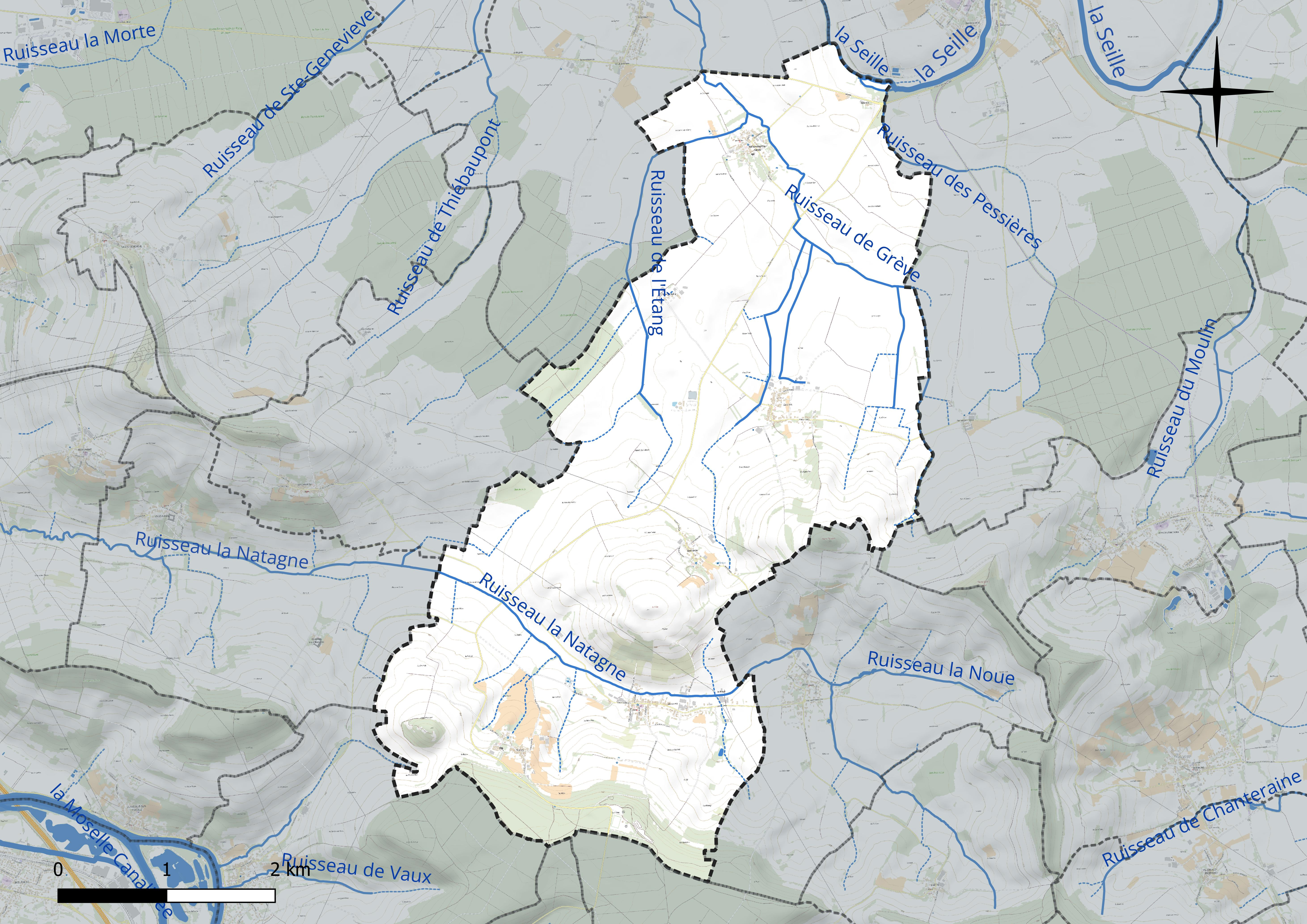
Réseau hydrographique de Belleau.

### Climat
Pour des articles plus généraux, voir Climat du Grand Est et Climat de Meurthe-et-Moselle.
En 2010, le climat de la commune est de type climat des marges montargnardes, selon une étude du Centre national de la recherche scientifique s'appuyant sur une série de données couvrant la période 1971-2000. En 2020, Météo-France publie une typologie des climats de la France métropolitaine dans laquelle la commune est exposée à un climat semi-continental et est dans la région climatique  Lorraine, plateau de Langres, Morvan, caractérisée par un hiver rude (1,5 °C), des vents modérés et des brouillards fréquents en automne et hiver. 
Pour la période 1971-2000, la température annuelle moyenne est de 9,7 °C, avec une amplitude thermique annuelle de 16,9 °C. Le cumul annuel moyen de précipitations est de 824 mm, avec 12,6 jours de précipitations en janvier et 9,5 jours en juillet. Pour la période 1991-2020, la température moyenne annuelle observée sur la station météorologique de Météo-France la plus proche, « Nancy-Essey », sur la commune de Tomblaine à 17 km à vol d'oiseau, est de 11,0 °C et le cumul annuel moyen de précipitations est de 746,3 mm. 
La température maximale relevée sur cette station est de 40,1 °C, atteinte le 24 juillet 2019 ; la température minimale est de −24,8 °C, atteinte le 21 février 1956,,. 
Les paramètres climatiques de la commune ont été estimés pour le milieu du siècle (2041-2070) selon différents scénarios d'émission de gaz à effet de serre à partir des nouvelles projections climatiques de référence DRIAS-2020. Ils sont consultables sur un site dédié publié par Météo-France en novembre 2022.

## Urbanisme

### Typologie
Au 1er janvier 2024, Belleau est catégorisée commune rurale à habitat dispersé, selon la nouvelle grille communale de densité à sept niveaux définie par l'Insee en 2022.
Elle est située hors unité urbaine. Par ailleurs la commune fait partie de l'aire d'attraction de Nancy, dont elle est une commune de la couronne,. Cette aire, qui regroupe 353 communes, est catégorisée dans les aires de 200 000 à moins de 700 000 habitants,.

### Occupation des sols
L'occupation des sols de la commune, telle qu'elle ressort de la base de données européenne d’occupation biophysique des sols Corine Land Cover (CLC), est marquée par l'importance des territoires agricoles (93,3 % en 2018), une proportion identique à celle de 1990 (93,3 %). La répartition détaillée en 2018 est la suivante : terres arables (55,7 %), prairies (32 %), forêts (6,7 %), zones agricoles hétérogènes (3 %), cultures permanentes (2,7 %). L'évolution de l’occupation des sols de la commune et de ses infrastructures peut être observée sur les différentes représentations cartographiques du territoire : la carte de Cassini (XVIIIe siècle), la carte d'état-major (1820-1866) et les cartes ou photos aériennes de l'IGN pour la période actuelle (1950 à aujourd'hui).

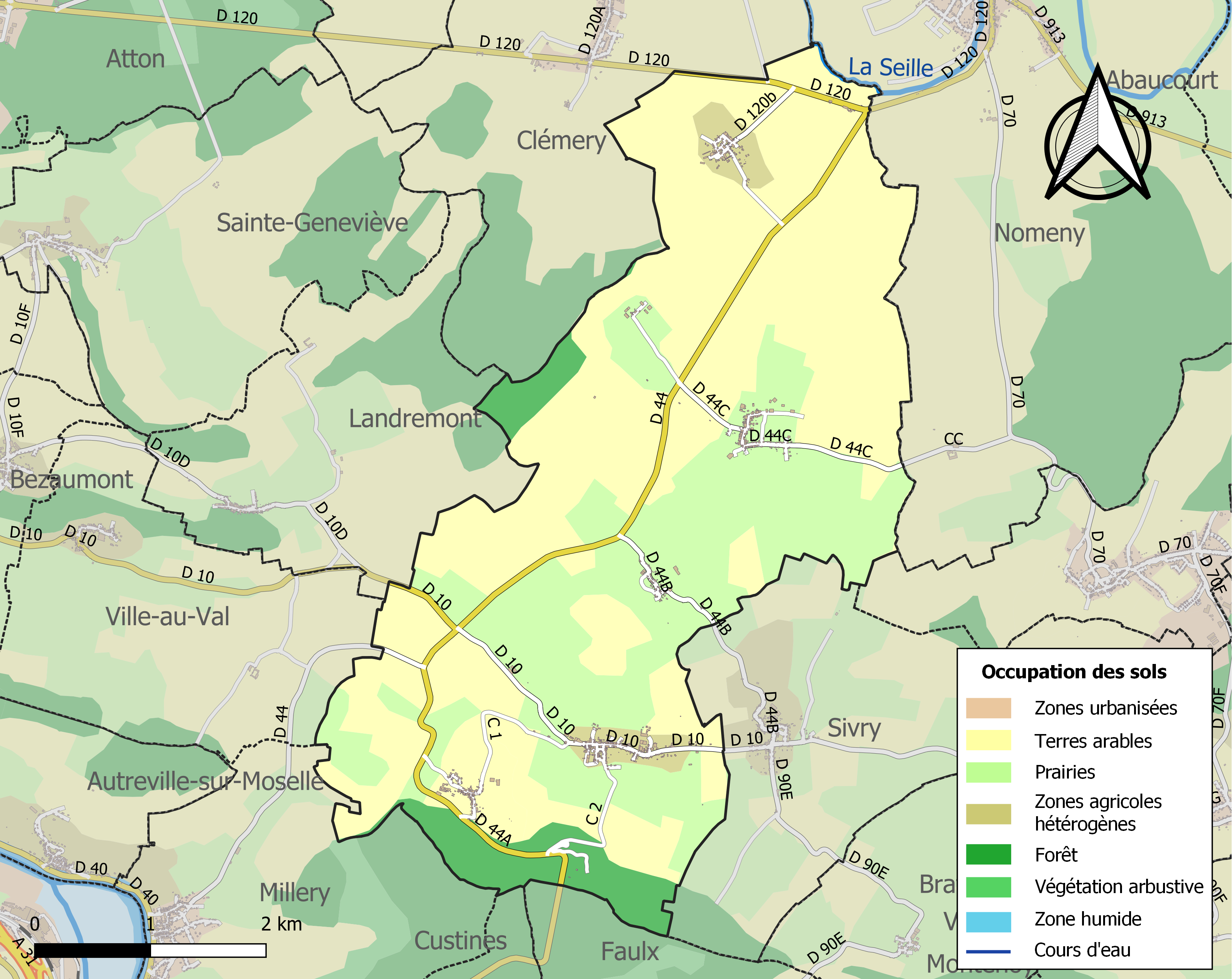
Carte des infrastructures et de l'occupation des sols de la commune en 2018 (CLC).

## Toponymie
Le nom de la localité est attesté sous les formes Bella Aqua (1047) ; Belle auwe (1278) ; Beille yawe (1334) ; Belleaue (1441) ; Belleawe (1498) ; Du Hautoy, dit Belle-Eau (1790).

Belleau est la contraction de « belle eau ». Ce nom peut désigner un domaine caractérisé par une « belle eau ».
Expression locale en patois: « ça i s’cret de Belleau », « c'est un secret de Belleau (un secret de Polichinelle) ».

## Histoire
- Le village de Belleau est ancien et d'origine gallo-romaine, le général romain Juvenil aurait été tué à l’entrée du village.
- En 1047, Thiéry, évêque de Verdun, donne à l’église Sainte-Madeleine de cette ville une pièce de terre sise à Belleau (Bella aqua). Belleau  (Bella aqua) tire son nom d’une fontaine abondante dont les eaux ne tarissent jamais[15].
- Présence de sépultures barbares.
- La commune a fusionné le 10 février 1971 avec celles de Manoncourt-sur-Seille, Lixières, Serrières et Morey[16].

## Politique et administration
| Période                                  | Période  | Identité             | Étiquette                      | Qualité                                               |
| ---------------------------------------- | -------- | -------------------- | ------------------------------ | ----------------------------------------------------- |
| Les données manquantes sont à compléter. |          |                      |                                |                                                       |
| avant 1972                               | ?        | Abel Simard          | UDR puis Mouvement réformateur | Conseiller général, ancien suppléant de Roger Souchal |
| mars 2001                                | 2014     | Didier Dupont        | DVD                            |                                                       |
| mars 2014                                | mai 2020 | Daniel Vilain        |                                | Retraité d'une entreprise publique                    |
| mai 2020                                 | En cours | Philippe Barthelemy, |                                | Ancien cadre                                          |

## Population et société

### Démographie
L'évolution du nombre d'habitants est connue à travers les recensements de la population effectués dans la commune depuis 1709. Pour les communes de moins de 10 000 habitants, une enquête de recensement portant sur toute la population est réalisée tous les cinq ans, les populations de référence des années intermédiaires étant quant à elles estimées par interpolation ou extrapolation. Pour la commune, le premier recensement exhaustif entrant dans le cadre du nouveau dispositif a été réalisé en 2004.

En 2022, la commune comptait 752 habitants, en évolution de +1,48 % par rapport à 2016 (Meurthe-et-Moselle : −0,13 %, France hors Mayotte : +2,11 %).
| 1709 | 1793 | 1800 | 1806 | 1821 | 1831 | 1836 | 1841 | 1846 |
| ---- | ---- | ---- | ---- | ---- | ---- | ---- | ---- | ---- |
| 37   | 211  | 226  | 258  | 316  | 306  | 309  | 327  | 327  |

| 1851 | 1856 | 1861 | 1866 | 1872 | 1876 | 1881 | 1886 | 1891 |
| ---- | ---- | ---- | ---- | ---- | ---- | ---- | ---- | ---- |
| 320  | 305  | 307  | 324  | 318  | 305  | 306  | 297  | 275  |

| 1896 | 1901 | 1906 | 1911 | 1921 | 1926 | 1931 | 1936 | 1946 |
| ---- | ---- | ---- | ---- | ---- | ---- | ---- | ---- | ---- |
| 274  | 278  | 306  | 274  | 216  | 211  | 202  | 181  | 161  |

| 1954 | 1962 | 1968 | 1975 | 1982 | 1990 | 1999 | 2004 | 2006 |
| ---- | ---- | ---- | ---- | ---- | ---- | ---- | ---- | ---- |
| 184  | 182  | 194  | 539  | 621  | 678  | 722  | 721  | 720  |

| 2009 | 2014 | 2019 | 2022 | - | - | - | - | - |
| ---- | ---- | ---- | ---- | - | - | - | - | - |
| 797  | 751  | 755  | 752  | - | - | - | - | - |

## Culture locale et patrimoine

### La course de côte de Belleau
Organisés par l'Association Sportive de l'Automobile Club Lorrain, les hauteurs du village de Belleau ont accueilli à plusieurs reprises à partir de 1957 des évènements relatifs au sport automobile à caractères dits de "course de côte". 

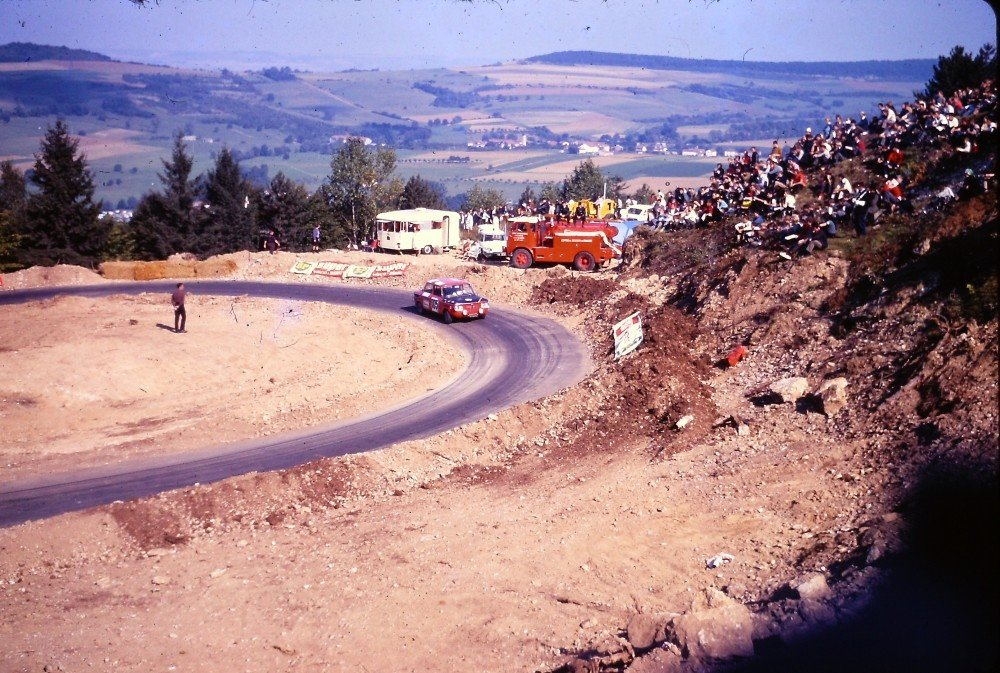
Un virage de la course de côte de Belleau en 1969

Allongé d'un kilomètre en 1969, le tracé dit "du Buzion" était un circuit réputé rapide et couru en une à deux minutes selon les catégories de véhicules (allant jusqu'à 8 catégories différentes). Il s'étendra définitivement après son extension sur 2,3 kilomètres avec un départ dans le village puis un dénivelé positif de 166 mètres. L'évènement rassemblera dans ses plus grands moments jusqu'à 30 000 spectateurs venus de l'ensemble de la Lorraine. Parmi les pilotes célèbres passés à Belleau, on peut citer Jo Schlesser qui courut en 1 minutes 14 secondes et deux cinquièmes le tracé ou encore Anne Baverey et Marcel Tarrès.
Le circuit du Buzion accueillera plusieurs manches du championnat de France des montagnes autour des années 60, puis celles du criterium national de la montagne après sa création en 1968. 

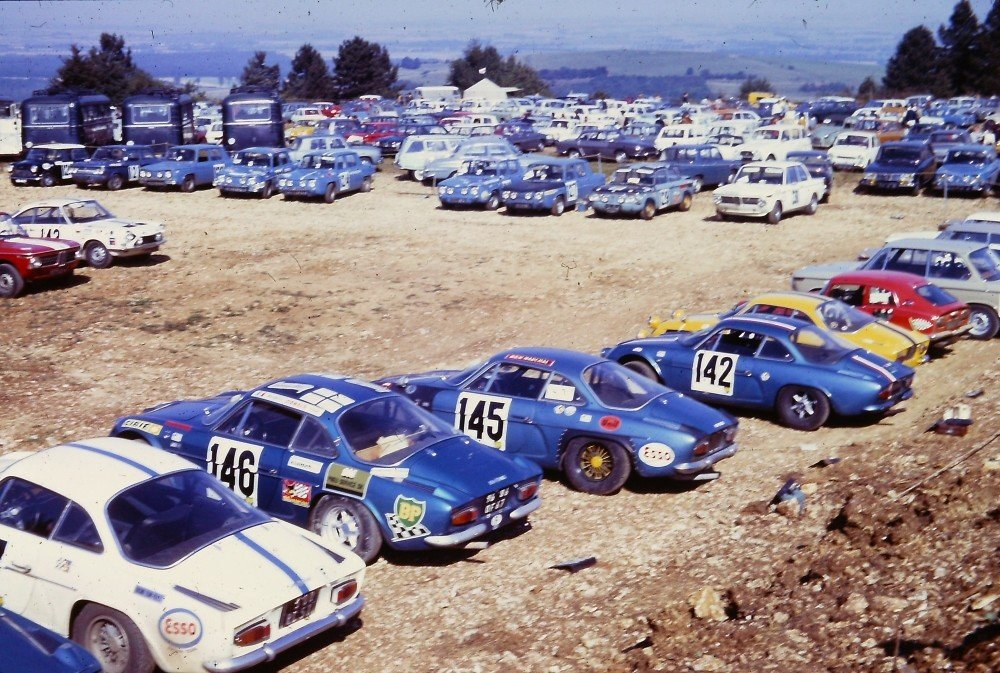
Course de côte de Belleau d'octobre 1969
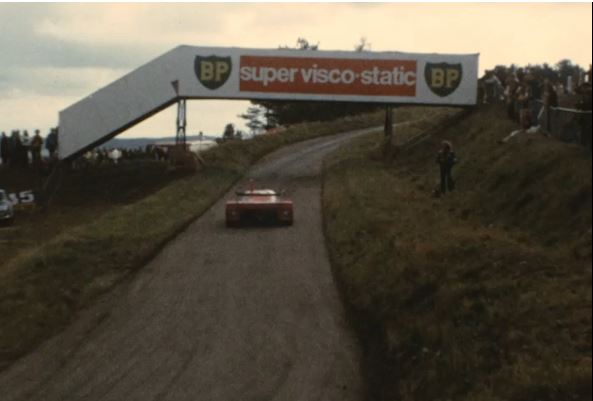
Course de côte de Belleau en 1974

.
En 1989, le circuit est inclus dans le championnat régional de Lorraine de course de côte, il en sortira en 1998.

### Lieux et monuments

#### Édifices civils
- Château de Morey XVIe siècle /XVIIe siècle  : porte classée au titre des monuments historiques depuis 1930[29] ; rénové par la famille Karst à la suite d'un incendie aujourd'hui cinq chambres d'hôtes de charme et un gite.
- Château Colin à Manoncourt-sur-Seille datant de la première moitié du XIXe siècle, endommagé au cours de la Première Guerre mondiale. Acquis par l'industriel Émile Colin, il est aménagé en résidence de 1920 à 1924 par Georges Biet, architecte associé à l’École de Nancy. La grande salle (120 m2), d'esprit gothique tardif, dotée d'une cheminée monumentale, ornée de fresques agrestes sur le thème des quatre saisons réalisées par le peintre Louis Guingot en 1924, est classée au titre des monuments historiques depuis 1990[30]. Cette demeure est devenue un gîte cinq épis, «le seul en Lorraine», selon les propriétaires actuels[31].
- Maison prévôtale de Belleau XVe siècle.
- Pigeonnier ruiné.

#### Édifices religieux
- Église Sainte-Madeleine de Belleau : tour romane, chapelle des templiers, nef XIXe siècle. Elle est restaurée en 1822 puis 1883[32].
- Église de l'Assomption de Lixières XVIIIe siècle/XIXe siècle.
- Église Saint-Étienne de Manoncourt-sur-Seille, reconstruite après la guerre 1914-1918.
- Église Saints-Pierre-et-Paul de Morey : tour romane, nef XIXe siècle. Cet édifice est l'objet d'un classement au titre des monuments historiques par arrêté du 18 juin 1930[33].
- Église Sainte-Madeleine de Serrières : tour romane très remaniée.

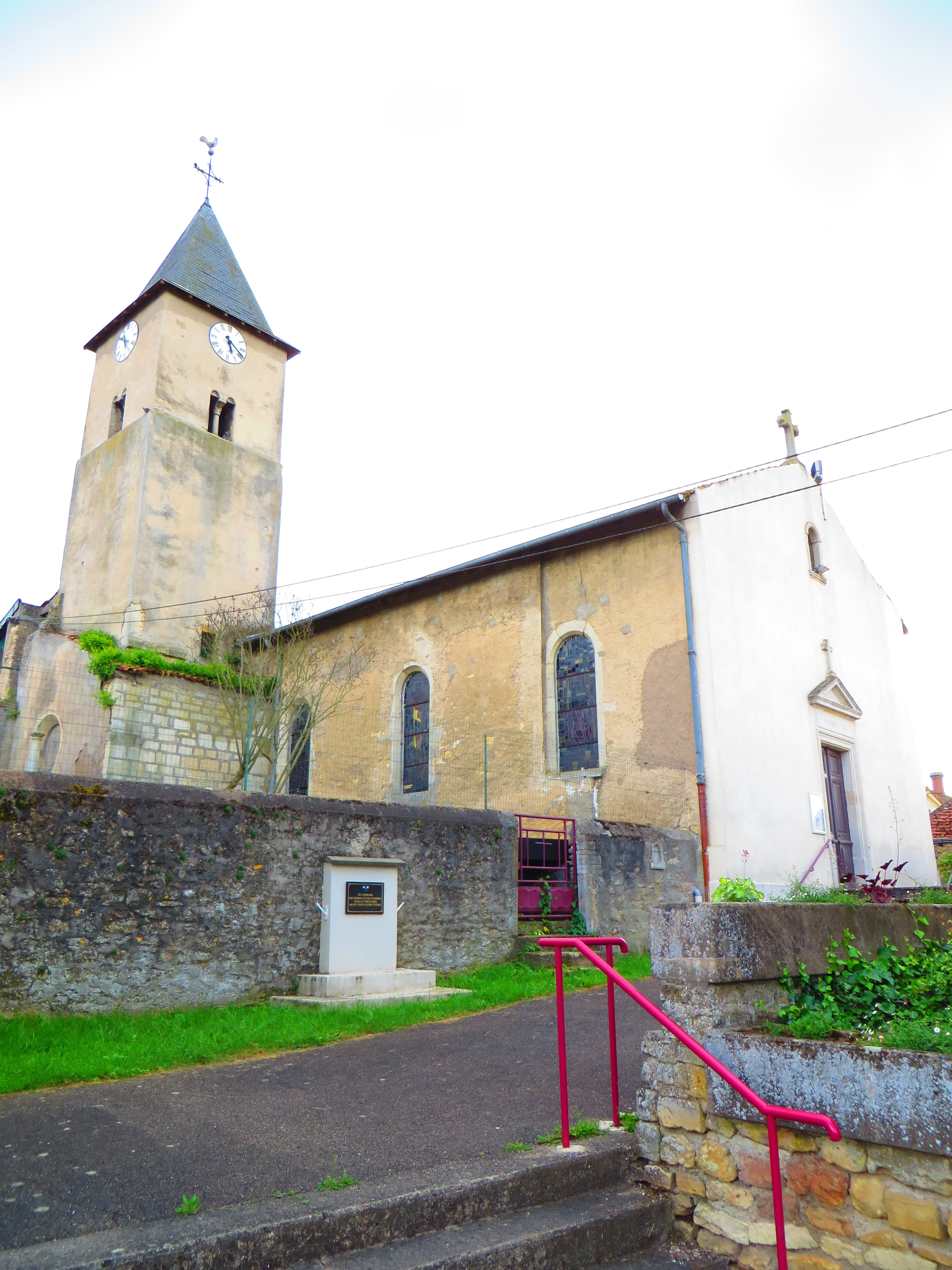
Église Sainte-Madeleine de Belleau
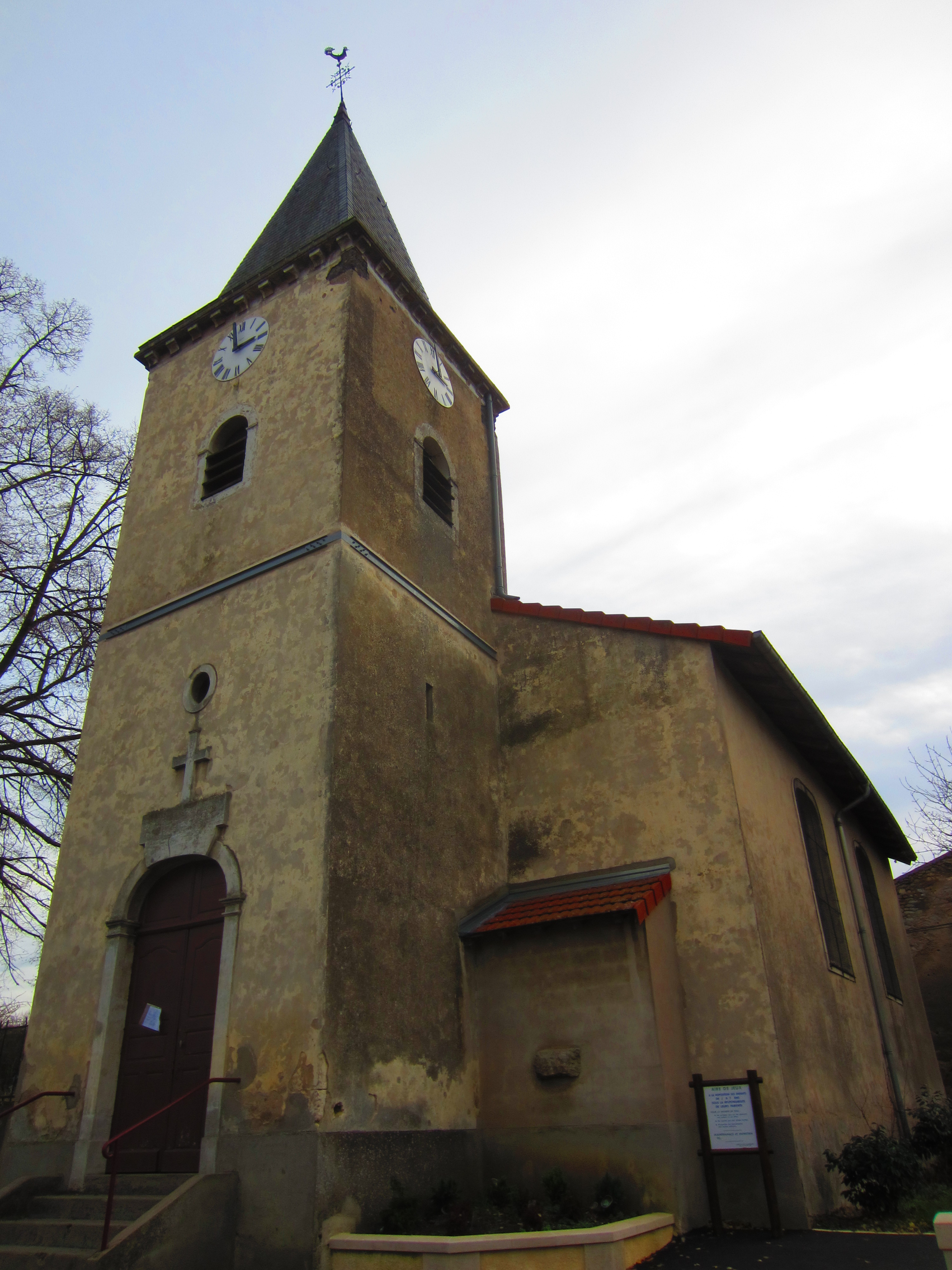
Église de l'Assomption de Lixières
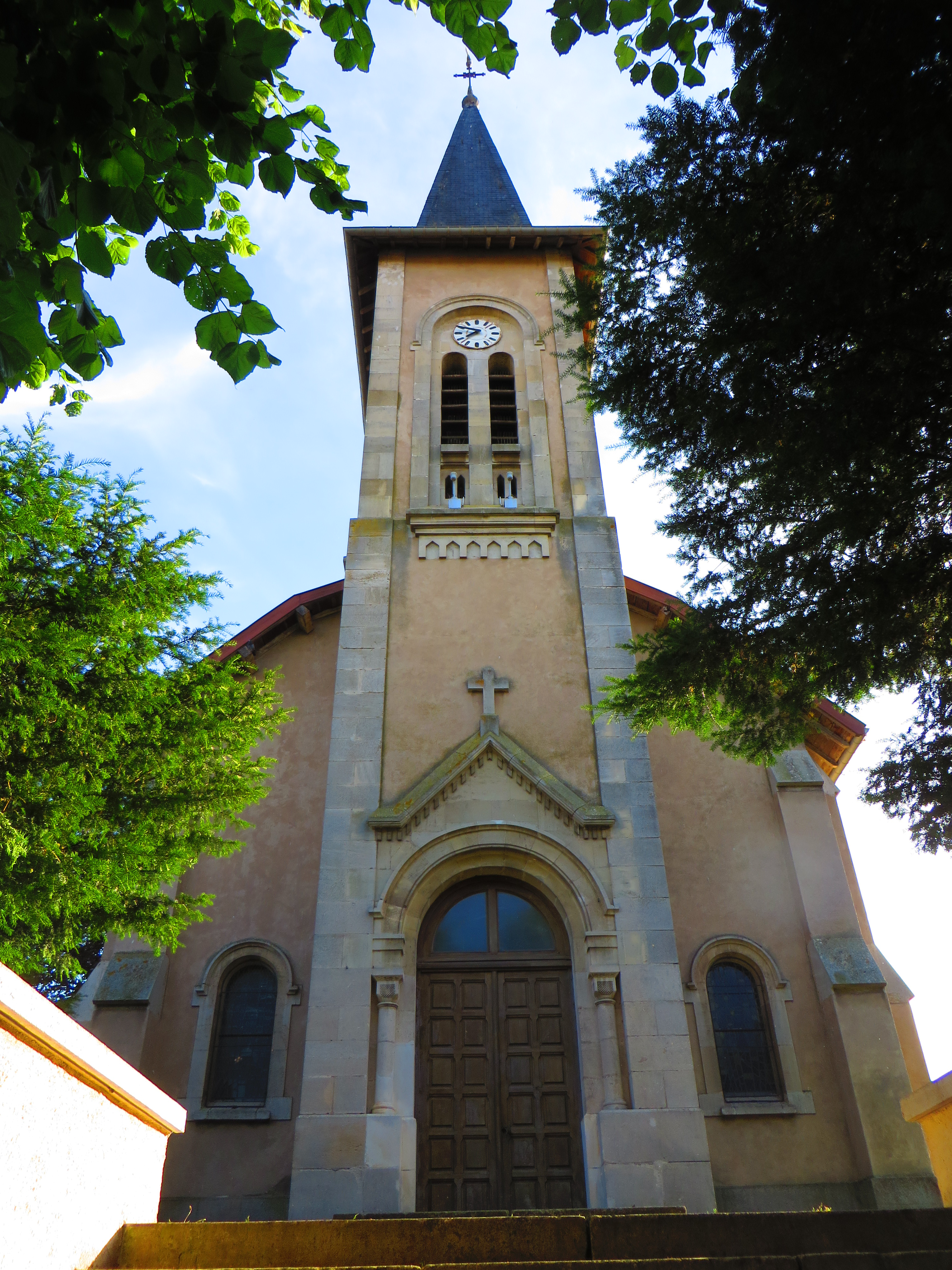
Église Saint-Étienne de Manoncourt-sur-Seille
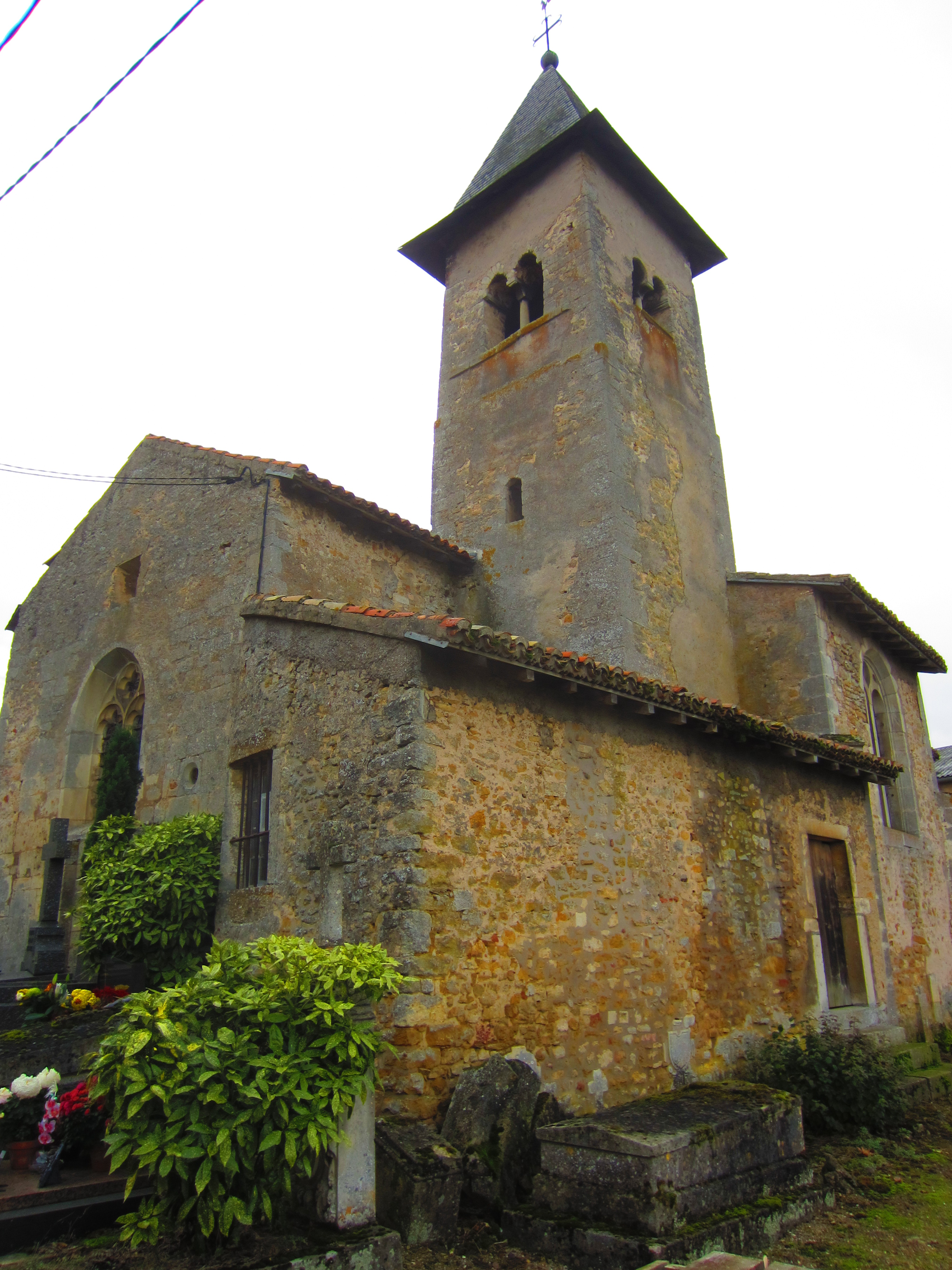
Église Saint-Pierre de Morey
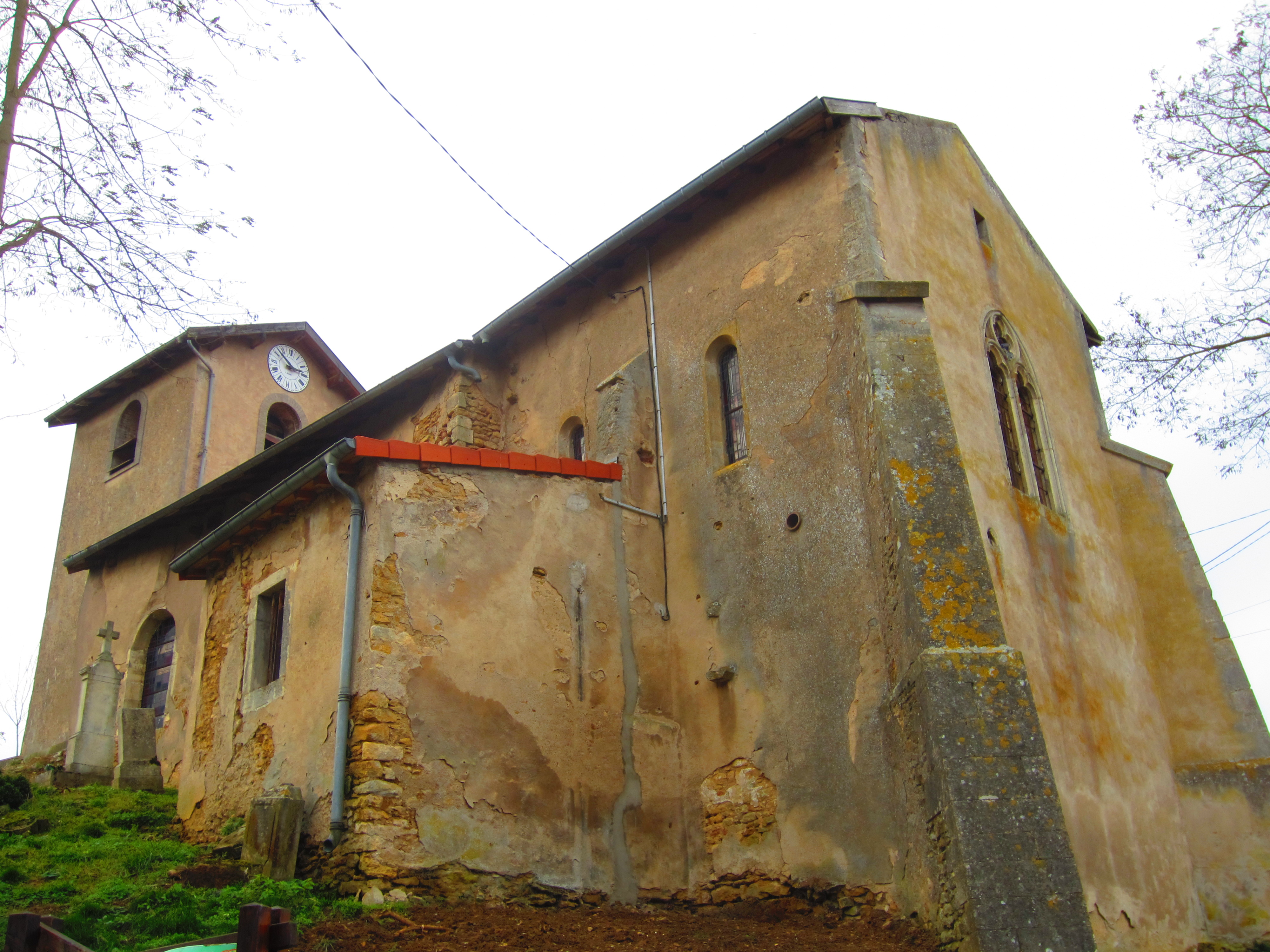
Église Sainte-Madeleine de Serrières

### Héraldique
| Blason de Belleau | Blason  | De gueules à cinq roses d'argent, boutonnées de gueules et ordonnées en sautoir. |
| Blason de Belleau | Détails | Ce sont les armes de l'ancienne famille de Morey, aujourd'hui annexe de Belleau. Les cinq roses symbolisent les cinq villages, communes rassemblées sous le nom de Belleau, à savoir: Belleau, Lixières, Manoncourt/Seille, Morey et Serrières. Adopté en 1986 |